# The Magnificent Seven Ride!
The Magnificent Seven Ride (br.: A Fúria dos Sete Homens) é um filme estadunidense de 1972 do gênero faroeste, dirigido por George McCowan. É a terceira e última sequência de The Magnificent Seven, de 1960. Lee Van Cleef é quem interpreta Chris Adams, papel que fora anteriormente de Yul Brynner e George Kennedy.

## Sinopse
Chris Adams resgata seu amigo Jim Mackay de uma emboscada e recebe o pedido de ajudar a defender Magdalena, uma cidade fronteiriça mexicana, de bandidos. Chris se recusa, mas depois parte para vingar o assassinato de sua esposa pelo adolescente Shelly Donavan, que fugiu para o México. Chris rastreia os cúmplices de Donavan e os mata. Em seguida se une a um grupo de prisioneiros indultados para atacar o líder dos bandidos, De Toro. Eles projetam uma armadilha elaborada e defendem a cidade, matando De Toro e seus homens. Chris decide começar uma nova vida em Magdalena com os aliados sobreviventes.

## Elenco
- Lee Van Cleef...delegado federal Chris Adams
- Stefanie Powers...Laurie Gunn
- Michael Callan...Noah Forbes
- Mariette Hartley...Arilla Adams
- Luke Askew...Mark Skinner
- Pedro Armendáriz Jr....Pepe Carral (creditado como Pedro Armendariz Jr.)
- Ralph Waite...Jim Mackay
- Melissa Murphy...Madge Buchanan
- William Lucking...Walt Drummond
- James Sikking...capitão Andy Hayes
- Darrell Larson...Shelly Donavan
- Ron Stein...Juan De Toro
- Jason Wingreen...diretor da prisão de Tucson
- Gary Busey...Hank Alla

## Sinopse
Numa cidadezinha do Arizona, Chris Adams é um temido delegado que está para enviar para a prisão territorial de Tucson, seis fora-da-leis. Antes disso ele salva de uma emboscada seu antigo companheiro caçador de recompensas Jim Mackay. Jim lhe conta que os atacantes eram homens do bandoleiro mexicano De Toro, que o perseguiam porque agora ele era xerife da cidade de Magdalena e se opunha as ações dele. Jim está contratando homens para enfrentar o bando De Toro e convida Chris, mas esse recusa. 
Enquanto conduz os bandidos para serem levados à Tucson, Jim ouve sua esposa Arrila e solta o jovem criminoso Shelly Donavan, na intenção de dar uma chance ao rapaz de se recuperar. Mas Donavan mal sai da cadeia e se junta à sua gangue adolescente, roubam um banco, raptam Arrila e deixam Chris gravemente ferido.
Ao se recuperar, Chris parte no encalço dos bandidos junto do escritor  alcoólico Noah Forbes que quer escrever um livro sobre ele. Chris descobre que Donavan fugira para o México e na perseguição, encontra Jim e seus homens massacrados por De Toro, deixando várias viúvas. Ele resolve vingar o amigo e depois de conhecer as viúvas, vai até a prisão de Tucson, propôr aos cinco homens que prendera, indulto no caso de o ajudarem a eliminar De Toro. Assim, ele, Noah e os cinco prisioneiros formam o novo grupo dos "sete homens" que parte para mais uma vingaça através da fronteira mexicana.